# 山西晋中理工学院
山西晋中理工学院是经中华人民共和国教育部和山西省人民政府批准成立的一所民办普通高等学校，位于山西省晋中市榆次区。由山西大任国际教育交流有限公司举办。

## 历史
2002年1月，华北工学院信息商务学院成立，教育部备案地为太原市。2004年6月，随华北工学院被批准更名为中北大学，学院更名为中北大学信息商务学院。
2020年12月24日，教育部发展规划司发布《关于拟同意设置本科高等学校的公示》，拟定同意中北大学信息商务学院转设为民办普通高等学校山西晋中理工学院。2021年2月2日，经中华人民共和国教育部批准，原属中北大学管理的独立学院中北大学信息商务学院脱离该校管理，并转设为民办普通高等学校山西晋中理工学院，由山西大任国际教育交流有限公司全资持有。